# بودوراز
بودوراز (به لهستانی: Budoradz}} یک روستا در لهستان است که در گمینا گوبین واقع شده‌است.